# Diphysciales
Diphysciales är en ordning av bladmossor som beskrevs av M.Fleisch.. Diphysciales ingår i klassen egentliga bladmossor, divisionen bladmossor, och riket växter.
Ordningen innehåller bara familjen Diphysciaceae.